# 救生艇

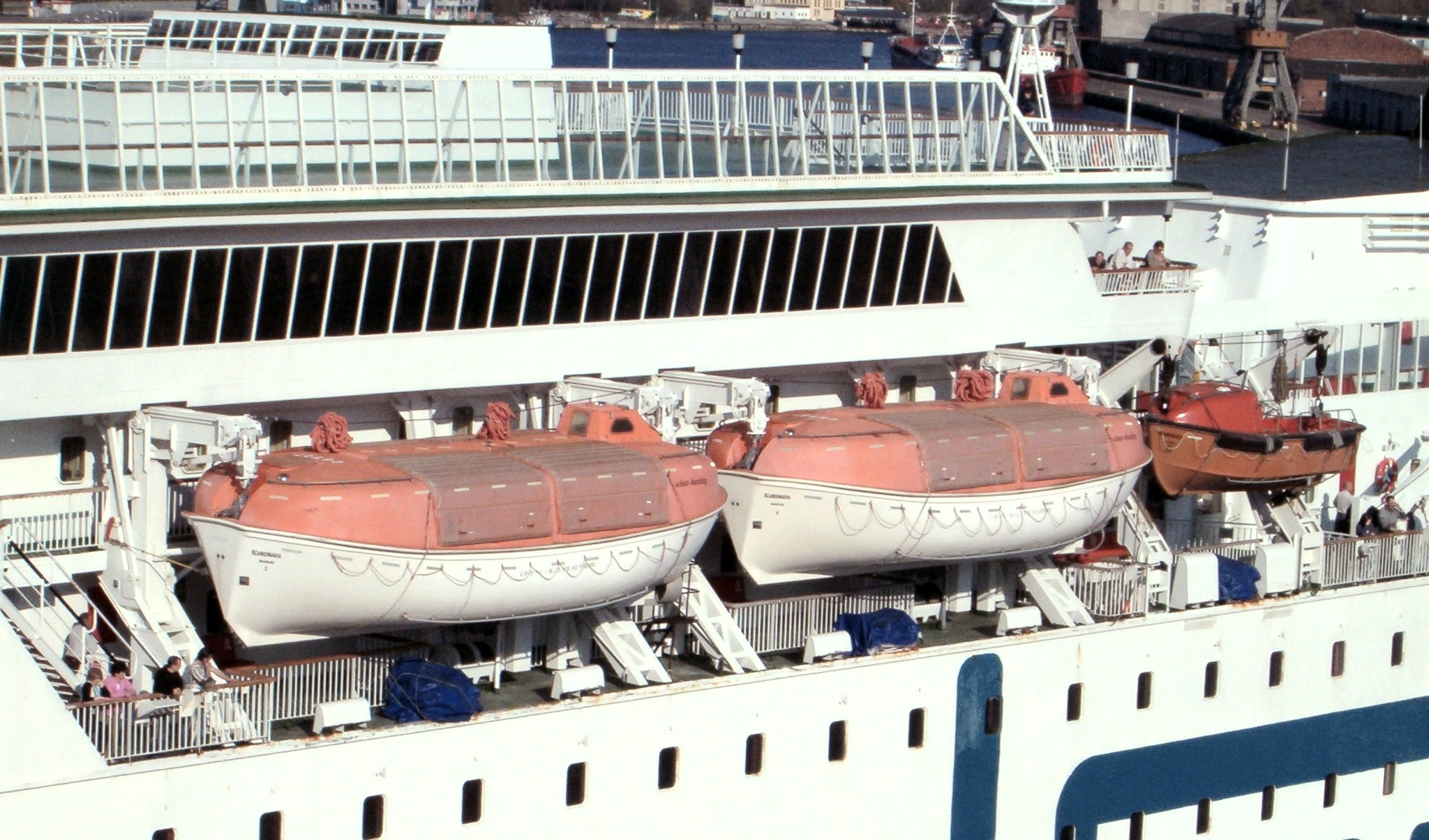
郵輪上的救生艇

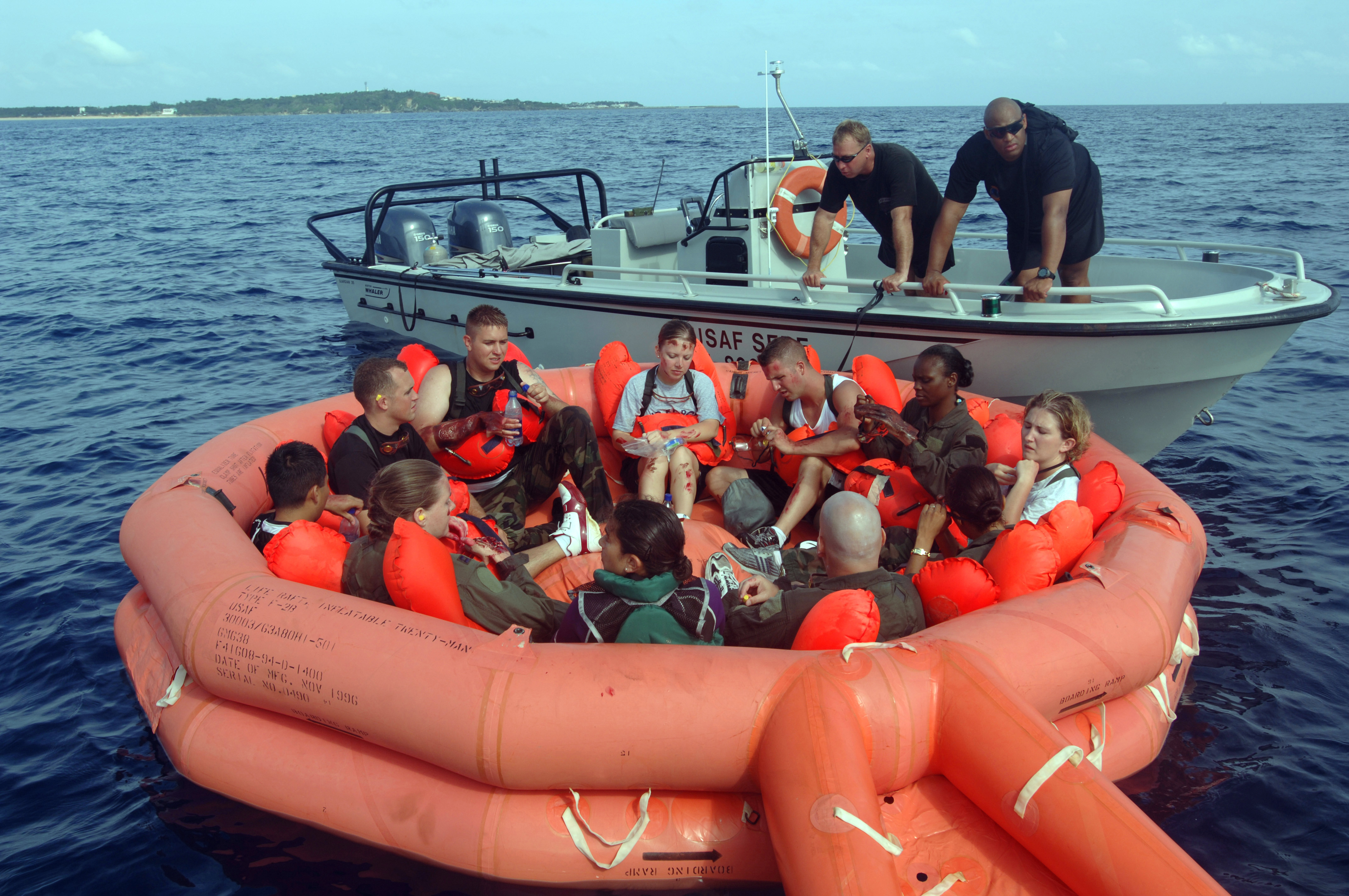
無屋頂氣脹式救生筏

救生艇是船舶發生災難事件時用於進行緊急疏散的船，通常為堅固的有動力或無動力小船或是充氣艇。
海上人命安全公約（SOLAS）和國際救生設備規則（LSA），都規定國際航程的船都必須備有救生艇，且可乘載人數不能低於船舶乘載的乘客與船員總人數。現代的救生艇都攜帶有應急指位無線電示標（EPIRB）和雷達波反射器或雷達詢答機。 

## 另見
- 海上撤離系統